# محجر قديم في الأردن
محجر وادي الأردن هو كهف محجر قديم تحت الأرض اكتشفه في غور الأردن في عام 2009 علماء آثار من جامعة حيفا، يقع المحجر على بعد حوالي 3 أميال (5 كم) شمال أريحا في الضفة الغربية.

## الموقع
يقع الكهف في الصحراء شمال أريحا، على عمق 10 أمتار تحت السطح ويمتد بمساحة حوالي الأربعة دونمات، وقاعته الرئيسية مدعمة بـ 22 عمود نقشت عليها رموز مختلفة، بما في ذلك الصلبان البيزنطية، ورموز تشبه الأبراج السماوية، وأرقام رومانية، ونقش لراية فيلق روماني يشير إلى أنه كان يستخدم من قبل الجيش الروماني. حُفر الكهف قبل حوالي 2000 عام في العصر الروماني ليكون مقلعا للحجارة، ومن المرجح أن استخدامه استمر حوالي 400 إلى 500 سنة، وربما تم استخدامه لاحقا ديرا، ويعتقد البعض أنه ربما يكون قد تحول إلى مزار مقدس لدى المسيحيين القدماء. وبينما اعترف آخرون بإمكانية ارتباط الكهف بنشاط رهباني، إلا أنهم رؤوا أن الصلبان المحفورة وحدها لا تكفي لتأكيد وجود كنيسة في المكان، لأنها ربما تكون من عمل حجاج زاروا المكان، وهو سلوك كان شائعا في ذلك الوقت.
يشير عالم الآثار الإسرائيلي آدم زيرتال، الذي قاد البعثة، أن البقعة قد تكون الموقع القديم المسمى غلغلا (باللاتينية: Galgala)‏ الوارد ذكره في خريطة مادبا البيزنطية، حيث يظهر فيها موقع يسمى غلغلا بجوار نقش يُقرأ دوديكاليتون (باللاتينية: Dodekaliton)‏، وترجمتها «اثنا عشر حجرا»، كما وضعت علامة هذا المكان على الخريطة على مسافة من أريحا تطابق بعد الكهف الفعلي عن المدينة. كما تظهر الخريطة كنيسة بجوار دوديكاليتون، واليوم توجد بالفعل بقايا كنيستين قديمتين بالقرب من الكهف. يشير زيرتال إلى أن معنى «اثني عشر حجرا» يتعلق بالآيات التوراتية التي تصف الحجارة الإثني عشر التي وضعها بنو إسرائيل في غلغال، ويمكن فهمها على أنها إشارة إلى المحجر الذي حفره الرومان في المكان الذي عرّفوه باسم غلغال.